# Fred Stanfield
Frederic William "Fred" Stanfield, född 4 maj 1944, död 13 september 2021, var en kanadensisk professionell ishockeyforward som tillbringade 14 säsonger i den nordamerikanska ishockeyligan National Hockey League (NHL), där han spelade för Chicago Black Hawks, Boston Bruins, Minnesota North Stars och Buffalo Sabres. Han producerade 616 poäng (211 mål och 405 assists) samt drog på sig 134 utvisningsminuter på 914 grundspelsmatcher. Stanfield spelade även för Hershey Bears i American Hockey League (AHL); St. Louis Braves i Central Professional Hockey League (CPHL) samt St. Catharines Teepees och St. Catharines Black Hawks i OHA-Jr.
Han vann Stanley Cup med Boston Bruins för säsongerna 1969–1970 och 1971–1972.
Stanfield var bror till Jack Stanfield och Jim Stanfield, båda spelade sporadiskt i NHL under sina ishockeykarriärer. Den förstnämnde brodern vann WHA:s Avco World Trophy under sin ishockeykarriär.
Han avled den 13 september 2021.

## Statistik
| 1961–1962      | St. Catharines Teepees     | OHA-Jr.        | 49  | 11  | 15  | 26  | 19  | 6   | 0  | 0  | 0  | 2  |
| 1962–1963      | St. Catharines Black Hawks | OHA-Jr.        | 48  | 28  | 39  | 67  | 25  | —   | —  | —  | —  | —  |
| 1963–1964      | St. Catharines Black Hawks | OHA-Jr.        | 56  | 34  | 75  | 109 | 29  | 13  | 15 | 12 | 27 | 4  |
| 1964–1965      | Chicago Black Hawks        | NHL            | 58  | 7   | 10  | 17  | 14  | 14  | 2  | 1  | 3  | 2  |
| 1965–1966      | Chicago Black Hawks        | NHL            | 39  | 2   | 2   | 4   | 2   | 5   | 0  | 0  | 0  | 2  |
|                | St. Louis Braves           | CPHL           | 24  | 7   | 11  | 18  | 2   | —   | —  | —  | —  | —  |
| 1966–1967      | Chicago Black Hawks        | NHL            | 10  | 1   | 0   | 1   | 0   | 1   | 0  | 0  | 0  | 0  |
|                | St. Louis Braves           | CPHL           | 37  | 20  | 21  | 41  | 10  | —   | —  | —  | —  | —  |
| 1967–1968      | Boston Bruins              | NHL            | 73  | 20  | 44  | 64  | 10  | 4   | 0  | 1  | 1  | 0  |
| 1968–1969      | Boston Bruins              | NHL            | 71  | 25  | 29  | 54  | 22  | 10  | 2  | 2  | 4  | 0  |
| 1969–1970      | Boston Bruins              | NHL            | 73  | 23  | 35  | 58  | 14  | 14  | 4  | 12 | 16 | 6  |
| 1970–1971      | Boston Bruins              | NHL            | 75  | 24  | 52  | 76  | 12  | 7   | 3  | 4  | 7  | 0  |
| 1971–1972      | Boston Bruins              | NHL            | 78  | 23  | 56  | 79  | 12  | 15  | 7  | 9  | 16 | 0  |
| 1972–1973      | Boston Bruins              | NHL            | 78  | 20  | 58  | 78  | 10  | 5   | 1  | 1  | 2  | 0  |
| 1973–1974      | Minnesota North Stars      | NHL            | 71  | 16  | 28  | 44  | 10  | —   | —  | —  | —  | —  |
| 1974–1975      | Minnesota North Stars      | NHL            | 40  | 8   | 18  | 26  | 12  | —   | —  | —  | —  | —  |
|                | Buffalo Sabres             | NHL            | 32  | 12  | 21  | 33  | 4   | 17  | 2  | 4  | 6  | 0  |
| 1975–1976      | Buffalo Sabres             | NHL            | 80  | 18  | 30  | 48  | 4   | 9   | 0  | 1  | 1  | 0  |
| 1976–1977      | Buffalo Sabres             | NHL            | 79  | 9   | 14  | 23  | 6   | 5   | 0  | 0  | 0  | 0  |
| 1977–1978      | Buffalo Sabres             | NHL            | 57  | 3   | 8   | 11  | 2   | —   | —  | —  | —  | —  |
| 1978–1979      | Hershey Bears              | AHL            | 50  | 19  | 41  | 60  | 4   | —   | —  | —  | —  | —  |
| NHL totalt     | NHL totalt                 | NHL totalt     | 914 | 211 | 405 | 616 | 134 | 106 | 21 | 35 | 56 | 10 |
| CPHL totalt    | CPHL totalt                | CPHL totalt    | 61  | 27  | 32  | 59  | 12  | —   | —  | —  | —  | —  |
| OHA-Jr. totalt | OHA-Jr. totalt             | OHA-Jr. totalt | 153 | 73  | 129 | 202 | 73  | 19  | 15 | 12 | 27 | 6  |